# Pnictiden
Pnictiden zijn binaire chemische samenstellingen die uit een pnicogeen en een ander chemisch element bestaan. Een pnicogeen is een element uit de stikstofgroep. Voorbeelden van pnictiden zijn nitriden en fosfiden, maar ook stikstofoxiden worden in principe tot de pnictiden gerekend. Bepaalde pnictiden hebben interessante eigenschappen, bepaalde alkalimetaalpnictiden hebben supergeleidende eigenschappen. Sommige pnictiden vinden toepassing in de nanotechnologie